# Ар-Ракка (мухафаза)
Ал-Ракка е една от 14-те мухафази (области) на Сирия. Населението ѝ е 944 000 жители (по приблизителна оценка от декември 2011 г.). Намира се в часова зона UTC+2. Разделена е на 3 минтаки (околии). Основен език е арабският.